# Baby Melo
Baby Melo (настоящее имя — Го́га Амира́нович Мела́дзе; род. 22 июля 2008, Батуми) — российский рэпер.

## Биография

### Ранние годы
Гога Амиранович Меладзе родился 22 июля 2008 года в Батуми. Любовь к поэзии Гоге привили его дедушка и бабушка. В возрасте пяти лет он начал выступать на различных конкурсах чтецов, где получил немало наград за его талант в речитативах.
С детства Меладзе проявлял интерес к литературе и искусству. В возрасте семи лет он записал свою первую песню. В 11 лет появилась его композиция в стиле хип-хоп «11лет я сделаю всех меня ждет удача и успех» Он также упомянул, что занимал первые места на конкурсах и учился в театральном кружке шесть лет.

### Музыкальная карьера
В 2022 году взял псевдоним Baby Melo начал свою музыкальную карьеру. В феврале 2023 года его трек «-_-Дети депутатов-_-» стал известен в TikTok. 5 мая 2023 года он выпустил свой первый альбом Yung N Turnt. В июле 2023 года вышел его следующий сборник — Who is Melo?.
Осенью 2023 года Baby Melo пополнил свою дискографию несколькими самостоятельными треками, такими как «Slappy Tap» и «Капитал», а также совместными песнями, включая «Делал монету» с Uragan Hokage и «Lose My Mind» с Trench Kiddo. В этот период он также выпустил альбом Still Speaken из шести композиций. Музыка Baby Melo представляет собой трэп с корнями в сценах мемфиса и мичиган-рэпа, и его тексты часто включают криминальные темы и элементы сторителлинга.

### Конфликты
Baby Melo часто оказывается в центре внимания не из-за своей музыки, а из-за конфликтов. Весной 2023 года Гога Меладзе агрессивно высказывался в адрес коллеги по творчеству 163onmyneck. Летом того же года он выпустил видео, в котором угрожал расправой Kai Angel и 9mice. Конфликт начался с того, что WormGanger записал серию эмоциональных сообщений в Telegram, где угрожал Kai Angel. Позже Baby Melo присоединился к конфликту, оставив в своём канале сообщения: «Гей Энджел и Димас, не туда лезете» и «На ринг со мной, бля, очка у кого хватит из вас, вейперы, бля». Несмотря на заявление WormGanger о погашении конфликта, Baby Melo продолжил, выложив ещё одно сообщение, где угрожал Kai Angel и 9mice.

### Проблемы с законом
В августе 2023 года глава «Лиги безопасного интернета» Екатерина Мизулина обратилась в МВД России с целью привлечь музыканта к ответственности за пропаганду наркотиков в его текстах. В итоге его не привлекли к ответственности из-за малолетнего возраста, но поставили на учёт, а родителям выдали предостережение.
В конце сентября 2023 года Мизулина призвала ГИБДД проверить Baby Melo за езду без водительского удостоверения по скоростной трассе М11. Сообщается, что подросток разгонялся до 250 километров в час.
20 января 2024 года в клубе «Гигант-холл» в Санкт-Петербурге Меладзе был задержан во время выступления на сцене. Его отпустили после того, как за ним прилетела из Батуми его мама.

## Дискография

### Студийные альбомы
- Yung N Turnty (2023)
- Who is Melo? (2023)
- Still Speaken (2023)
- Who Realer? (2024)

### Мини-альбомы
- Yea We Lie (2023, совм. со Spyrofoam)
- Rich & Yung (2024)
- Melo Not Melo (2025)

### Синглы
- «Welcome to My Stud» (2022)
- «Prove» (2022)
- «777 Flow» (2023)
- «Uzao Flow» (2023, совм. с D4p)
- «Время» (2023, совм. с Paul Calder)
- «Requiem» (2023)
- «HoodrichMelo» (2023, совм. с Hood Rich Luka)
- «Капитал» (2023)
- «Lose My Mind» (2023, совм. с Trench Kiddo)
- «Gavno» (2023, совм. с Hood Rich Luka)
- «Slappy Tap» (2023)
- «Patron» (2023, совм. с Yung Leo)
- «Export» (2023)
- «Больше» (2024, при уч. Молодого Калуги)
- «Двигай телом» (2024)
- «Сломана» (2025, совм. с FADE031)
- «Частушки» (2025, совм. с CMH, Сатир)
- WRONG (2025, совм. с CMH)